# サミュエル・ダウニング

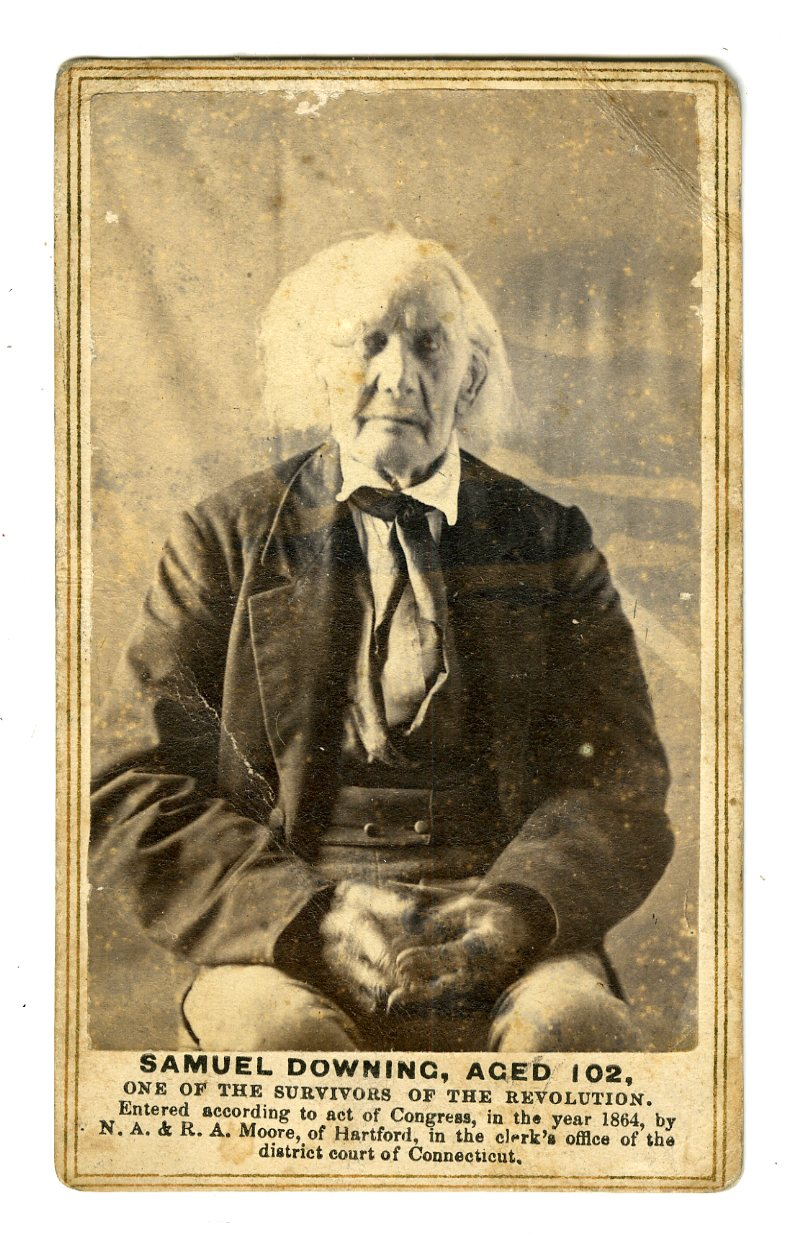
1864年に撮影されたサミュエル・ダウニング（当時102歳）。アメリカ独立戦争の兵士を写した数少ない写真といわれている。

サミュエル・ダウニング（Samuel Downing、1761年11月30日−1867年2月19日）は、アメリカ合衆国の元軍人。アメリカ独立戦争に参加し105歳まで生きたセンテナリアンであり、独立戦争時代の最後の一人ともいわれた。

## 経歴
1761年11月30日、マサチューセッツ州エセックス郡ニューベリーポートで生まれる。
1780年頃からアメリカ独立戦争の兵士になる。
終戦後は、普段通りの生活を送った。
1867年2月19日、ニューヨーク州サラトガ郡エディンバーグで死去。105歳没。